# 蔣昺
蔣昺（1443年—1515年），字克明，直隸丘縣人，明朝政治人物、同進士出身。

## 生平
天順六年，鄉試中舉。成化二年（1466年），登進士，授行人司行人，升任貴州道監察御史，因進諫彈劾汪直，而被貶四川建昌卫知事。此後起用為長洲縣知縣，又改任洵阳县知縣，升湖广辰州道按察司佥事、山西河东道按察司佥事，致仕歸鄉。